# Pare-feu personnel

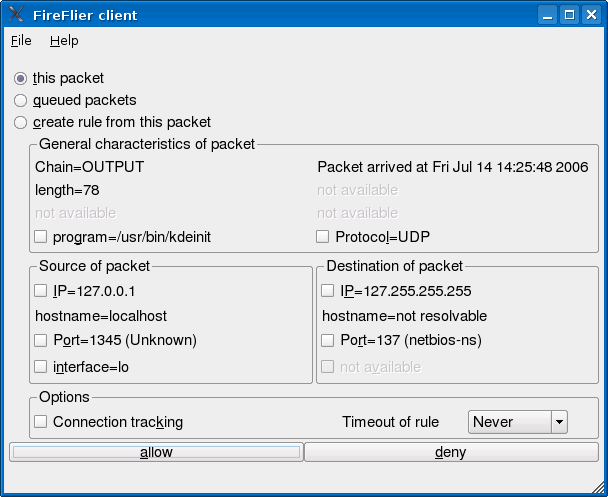
Firewall personnel sous Linux demandant de confirmer le blocage ou l'autorisation d'une session

Un pare-feu personnel est un logiciel, installé sur un ordinateur personnel d'un utilisateur, qui contrôle les communications entrantes et sortantes, autorisant ou refusant celles-ci suivant la politique de sécurité mise en œuvre sur le système.

## Différences avec un pare-feu conventionnel
Un pare-feu personnel est bien différent du pare-feu traditionnel, puisqu'il n'y a pas de séparation physique entre ce pare-feu et les applications, tous ces logiciels tournant sur le même système.
Un pare-feu personnel va tenter de cloisonner uniquement le système sur lequel il est installé et un réseau (bien souvent Internet), à moins que celui-ci n'offre un partage de connexion pour d'autres ordinateurs.
Une autre distinction avec les boîtiers/logiciels pare-feu conventionnels est que les pare-feu personnels sont capables de contrôler les communications en utilisant des méthodes interactives avec l'utilisateur. Certains pare-feu personnels demandent ainsi, à chaque nouvelle tentative de connexion, si celle-ci est légitime. Ceux-ci enregistrent la réponse, ce qui leur permet de déterminer quel trafic l'utilisateur veut autoriser, et quel est celui qu'il veut bloquer.

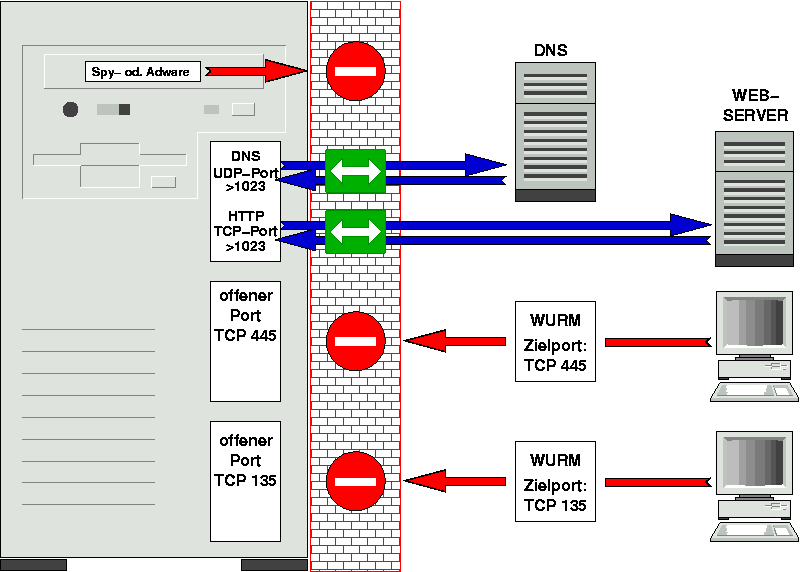
Schéma de principe d'un pare-feu personnel